# Коденко Кирило Гаврилович
Кирило Гаврилович Коденко (нар. 1898, місто Луганськ, тепер Луганської області — ?) — радянський діяч, сверлильник тендерно-механічного цеху Ворошиловградського (Луганського) паровозобудівного заводу імені Жовтневої революції Ворошиловградської (Луганської) області. Депутат Верховної Ради СРСР 3—4-го скликань.

## Життєпис
Працював робітником Ворошиловградського паровозобудівного заводу імені Жовтневої революції.
З жовтня 1941 року — в Червоній армії, учасник німецько-радянської війни. Служив охоронцем польової каси Держбанку № 323 при 357-ї стрілецькій дивізії Ленінградського фронту.
На 1950—1954 роки — сверлильник тендерно-механічного цеху Ворошиловградського (Луганського) паровозобудівного заводу імені Жовтневої революції Ворошиловградської (Луганської) області.
Потім — на пенсії в місті Ворошиловграді (Луганську).

## Нагороди
- орден Вітчизняної війни ІІ ст. (6.04.1985)
- медаль «За бойові заслуги» (22.05.1945)
- медалі